# Wojskowe Centrum Rekrutacji w Stargardzie
Wojskowe Centrum Rekrutacji w Stargardzie (WCR Stargard) – terenowy organ wykonawczy Ministra Obrony Narodowej administracji wojskowej w Stargardzie, na terenie Garnizonu Stargard. Stanowi zasadnicze ogniwo zabezpieczające mobilizacyjne rozwinięcie jednostek wojskowych na administrowanym terenie. Podlega Centralnemu Wojskowemu Centrum Rekrutacji.

## Historia
Na podstawie rozporządzenia Ministra Obrony Narodowej z 21 sierpnia 1945 roku zostały utworzone na terenie kraju 122 Rejonowe Komendy Uzupełnień, w tym RKU w Starogrodzie (Stargard Szczeciński) III kat., która obejmowała powiat stargardzki, choszczeński i pyrzycki. W RKU było 8 oficerów. 8 podoficerów, 4 szeregowych, 3 kontraktowych. Pierwszym komendantem został kpt. Edmund Różycki, który wcześniej był kierownikiem  referatu ewidencji oficerów rezerwy RKU w Bydgoszczy. W skład komendy wchodziła Komisja Poborowa. Rejonowa Komenda Uzupełnień podlegała bezpośrednio Dowództwu Okręgu Wojskowego. 
Organizacyjnie w skład Rejonowej Komendy Uzupełnień wchodziły: kierownictwo, referat mobilizacji i administracji rezerw, referat poboru, referat ewidencji oficerów rezerwy, referat gospodarczy, referat ogólny, komisja poborowa, drużyna wartownicza. 4 lutego 1950 roku została wydana ustawa rządowa O powszechnym obowiązku wojskowym i na podstawie rozkazu Ministra Obrony Narodowej nr 41/org z dnia 2 maja 1950 roku przemianowano Rejonową Komendę Uzupełnień na Wojskową Komendę Rejonową. Na początku lat sześćdziesiątych rozpoczął się okres przemian organizacyjno-strukturalnych w Wojsku Polskim. Opracowano nową koncepcję obrony państwa, dzieląc siły zbrojne na Wojska Operacyjne i Wojska Obrony Terytorialnej Kraju. Realizacja tych zamierzeń spowodowała przebudowę organizacyjną terenowego aparatu dowodzenia i kierowania wojskami. 
W roku 1965 powołany został na bazie Wojskowej Komendy Rejonowej Powiatowy Sztab Wojskowy w Stargardzie Szczecińskim. 1 czerwca 1975 zafunkcjonowała Wojskowa Komenda Uzupełnień w Stargardzie Szczecińskim. Od roku 1991 zasięg terytorialnego oddziaływania WKU pokrywał się z zasięgiem rejonowego urzędu administracji ogólnej. W roku 2002 w wyniku reorganizacji WSzW w Szczecinie i podległych WKU w podporządkowanie Wojskowej Komendy Uzupełnień Stargard weszły powiaty choszczeński i myśliborski. Z dniem 1 stycznia 2016 roku komenda otrzymała nazwę: Wojskowa Komenda Uzupełnień w Stargardzie zgodnie ze zmienioną nazwą miasta Stargard.
Z dniem 23 kwietnia 2022 roku na podstawie Ustawy z dnia 11 marca 2022 roku o Obronie Ojczyzny oraz Rozporządzenia Ministra Obrony Narodowej z dnia 14 kwietnia 2022 roku w sprawie Centralnego Wojskowego Centrum Rekrutacji oraz wojskowych centrów rekrutacji, na bazie Wojskowej Komendy Uzupełnień w Stargardzie rozpoczęło funkcjonowanie Wojskowe Centrum Rekrutacji w Stargardzie, które w obecnym kształcie administrowany obszar obejmuje cztery powiaty: stargardzki, choszczeński, myśliborski i pyrzycki. WCR w Stargardzie podporządkowany jest bezpośrednio Centralnemu Wojskowemu Centrum Rekrutacji. 

## Siedziba
W latach 1945–2008 Wojskowa Komenda Uzupełnień w Stargardzie Szczecińskim funkcjonowała w budynku przy ul. Czarnieckiego 31 (Roli-Żymierskiego, Przodowników Pracy). W 2008 została przeniesiona do budynku kompleksu koszarowego przy ulicy 11 Listopada 3a.

## Wyróżnienia[15]
- I miejsce w ramach współzawodnictwa na szczeblu WSzW w Szczecinie pomiędzy wojskowymi komendami uzupełnień o miano „Przodującej WKU” – 1981
- II miejsce w ramach współzawodnictwa na szczeblu WSzW w Szczecinie pomiędzy wojskowymi komendami uzupełnień o miano „Przodującej WKU” – 1982
- I miejsce w ramach współzawodnictwa na szczeblu WSzW w Szczecinie pomiędzy wojskowymi komendami uzupełnień o miano „Przodującej WKU” – 1983
- I miejsce w ramach współzawodnictwa na szczeblu WSzW w Szczecinie pomiędzy wojskowymi komendami uzupełnień o miano „Przodującej WKU” – 1986
- II miejsce w ramach współzawodnictwa na szczeblu WSzW w Szczecinie pomiędzy wojskowymi komendami uzupełnień o miano „Przodującej WKU” – 1986

## Symbole WCR

Insygnia
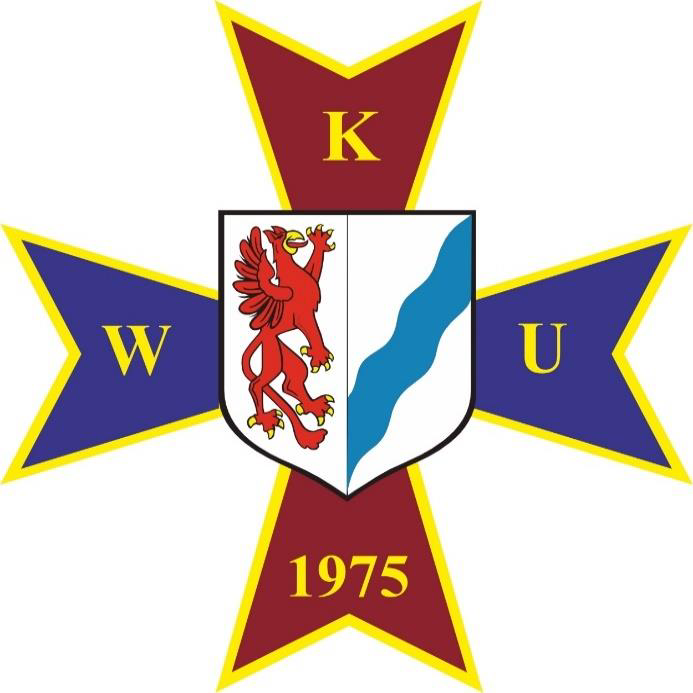
Odznaka pamiątkowa WKU Stargard (2019-2022)
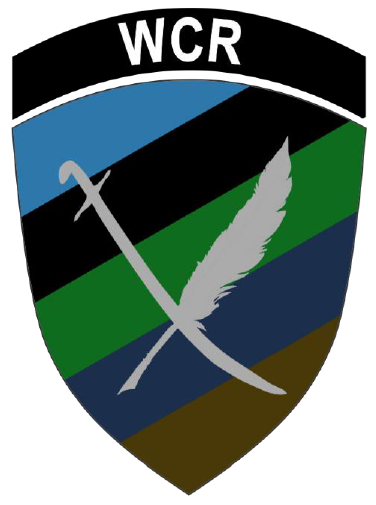
Ogólna oznaka rozpoznawcza WCR na mundur wyjściowy (od 2024)
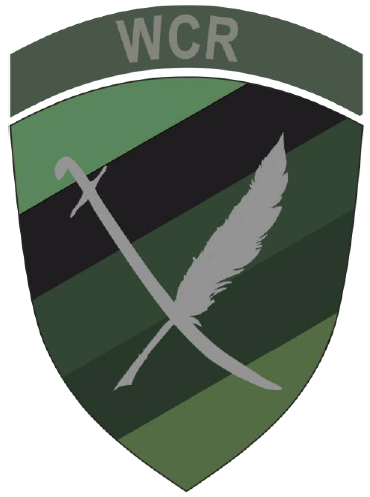
Ogólna oznaka rozpoznawcza WCR na mundur polowy (od 2024)

## Komendanci
W latach 1945-2024 komendanci Instytucji:
Rejonowa Komenda Uzupełnień
- kpt. Tadeusz Różycki (1945–1948)
- kpt. Czesław Guz (1948–1949)
- kpt. Władysław Wódz (1949–1951)
- por. Władysław Kania (1951)
- por. Jan Maj (1951–1953)
- por. Zenon Wojtkiewicz (1953–1967)
- ppłk Marian Stefaniuk (1967–1975)

Wojskowa Komenda Uzupełnień
- ppłk Marian Stefaniuk (1975–1976)
- ppłk Stanisław Nowak (1976–1989)
- ppłk Andrzej Szulczyk (1989–1995)
- płk Wiesław Wroński (1995–2001)
- ppłk dypl. Mirosław Szyłkowski (2001–2002)
- ppłk dypl. Cezary Kopyra (2002–2006)
- ppłk Waldemar Krupiński (2006–2011)
- ppłk Maciej Kłótka (2012)
- ppłk Marek Dróżdż (2012–2016)
- ppłk Marek Nowak (2016–2019)
- ppłk Marek Konieczny (2019–2022)

Wojskowe Centrum Rekrutacji
- ppłk Marek Konieczny (2022–2024)
- cz.p.o. mjr Sławomir Grębicki (od 2024)

## Przekształcenia
- Rejonowa Komenda Uzupełnień (1945–1950) → Wojskowa Komenda Rejonowa (1950–1965) → Powiatowy Sztab Wojskowy (1965–1975) → Wojskowa Komenda Uzupełnień w Stargardzie Szczecińskim (1975–2016) → Wojskowa Komenda Uzupełnień w Stargardzie (2016–2022) → Wojskowe Centrum Rekrutacji (od 2022)